# San Llorente
San Llorente ist ein nordspanisches Dorf und eine Gemeinde (municipio) mit 94 Einwohnern (Stand: 2024) in der Provinz Valladolid in der autonomen Region Kastilien-León. 

## Lage
San Llorente liegt in der kastilischen Hochebene in einer Höhe von etwa 890 m. Die Provinzhauptstadt Valladolid befindet sich gut 55 Kilometer (Fahrtstrecke) westlich. Das Klima im Winter ist durchaus kalt, im Sommer dagegen warm bis heiß; die spärlichen Regenfälle (ca. 540 mm/Jahr) fallen verteilt übers ganze Jahr.

## Bevölkerungsentwicklung
| Jahr      | 1970 | 1981 | 1991 | 2001 | 2011 | 2021 |
| Einwohner | 315  | 255  | 239  | 202  | 160  | 110  |

## Sehenswürdigkeiten

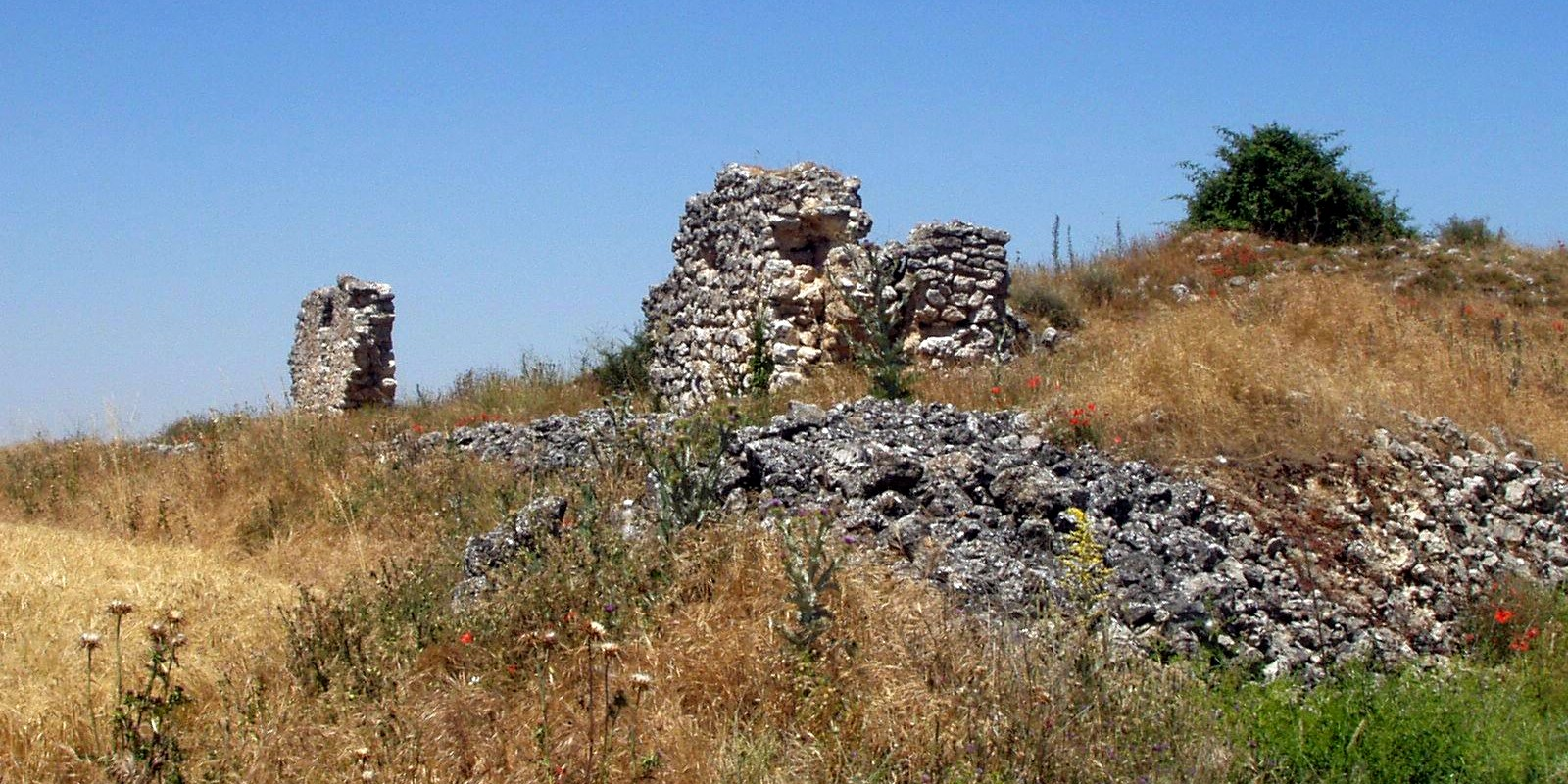
Burgruine von Jarrubia
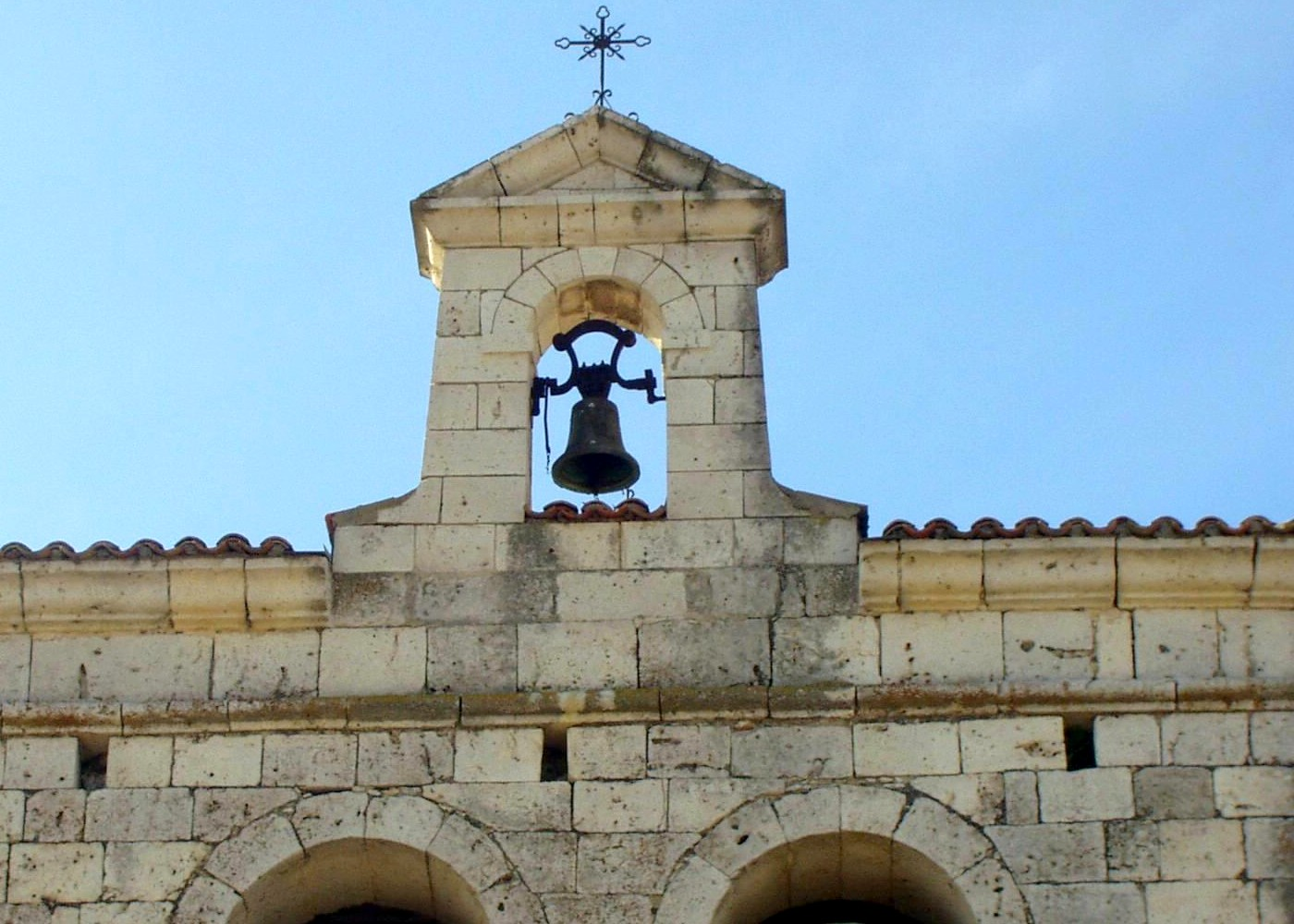
Peter-und-Paul-Kirche
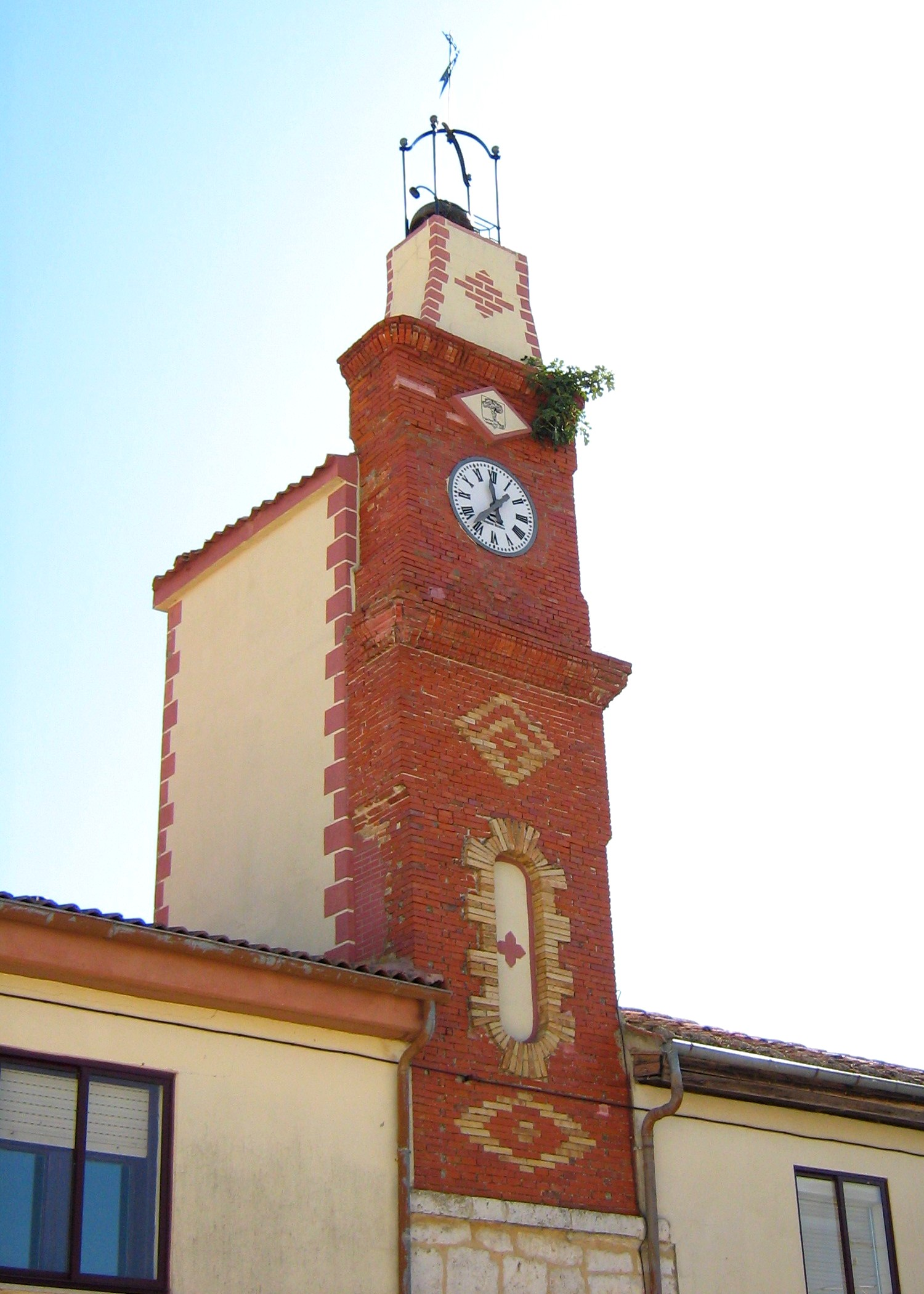
Uhrenturm

- Burgruine von Jarrubia
- Glocke der Peter-und-Paul-Kirche
- Uhrenturm